# Cat Smith
Pour les articles homonymes, voir Smith.
Catherine Jane Smith, née le 16 juin 1985 à Barrow-in-Furness, est une femme politique britannique du parti travailliste qui est députée pour Lancaster et Fleetwood depuis 2015.

## Jeunesse
Née à Barrow-in-Furness, elle fréquente des écoles polyvalentes locales et Barrow-in-Furness Sixth Form College. Elle déménage à Lancaster en 2003 où elle étudie au Cartmel College de l'Université de Lancaster. Elle obtient un baccalauréat bidisciplinaire en sociologie et Études de genre.

## Carrière politique
Smith se présente pour la première fois aux élections du conseil municipal de Lancaster en 2007 dans le quartier de l'Université, mais n'est pas élue. Avant d'entrer au Parlement, elle travaille pour Jeremy Corbyn et comme responsable des politiques pour la British Association of Social Workers. Elle se présente sans succès pour Wyre et Preston North en 2010. Avant les élections de 2015, elle est sélectionnée comme candidate travailliste pour Lancaster et Fleetwood, sur une liste restreinte réservée aux femmes. 
Elle contribue à des publications et à des blogs d'actualité associés au Parti travailliste, notamment LabourList et Tribune. Elle s'identifie comme chrétienne, socialiste, féministe, républicaine et syndicaliste. 
Smith est l'un des 36 députés travaillistes à proposer Corbyn comme candidat aux élections à la direction du parti travailliste de 2015 et l'un des 14 à le soutenir. Elle a critiqué le référendum de 2016 sur l'Union européenne, affirmant que les jeunes préféraient rester dans l'UE, alors que le résultat majoritaire est de partir. 

### Ministre fantôme
Elle est nommée au poste de ministre des Femmes dans le gouvernement fantôme, où elle sert sous Kate Green. Le 27 juin 2016, Smith entre au Cabinet fantôme Corbyn en tant que ministre fantôme pour l'engagement des électeurs et les affaires de la jeunesse. Cela fait suite à une série de démissions de ministres fantômes qui ont perdu confiance dans le leadership de Corbyn. Le 6 avril 2020, Smith est renommée à son poste de cabinet fantôme par le chef du Parti travailliste nouvellement élu, Keir Starmer.   
En plus de ses autres fonctions, Smith est leader adjoint fantôme de la Chambre, rôle dans lequel elle fait ses débuts au Despatch Box le 20 décembre 2016. 

## Vie privée
En septembre 2016, Smith épouse Ben Soffa, son partenaire de onze ans. En juillet 2018, elle donne naissance au premier enfant du couple.   
Smith est méthodiste. 